# Mick Mars
Mick Mars (szül. Robert Alan Deal) (Terre Haute, Indiana, 1951. május 4. –) amerikai zenész, az amerikai glam metal zenekar, a Mötley Crüe gitárosaként ismert.

## Pályafutása
Miután családjával Kaliforniába költözött, egy sor blues-alapú rockzenekarban játszott, melyek közül egyik sem futott be. Egy évtizednyi sikertelenség után úgy döntött, hogy változtat: ekkor vette fel a Mick Mars nevet, és festette feketére a haját. Újsághirdetésben keresett zenekart, ahol önmagát egy hangos, bunkó, agresszív szólógitárosnak írta le. Ez alapján talált rá Nikki Sixx és Tommy Lee, akikkel megalapította a Mötley Crüet.

## Fordítás
- Ez a szócikk részben vagy egészben a Mick Mars című angol Wikipédia-szócikk ezen változatának fordításán alapul.  Az eredeti cikk szerkesztőit annak laptörténete sorolja fel. Ez a jelzés csupán a megfogalmazás eredetét és a szerzői jogokat jelzi, nem szolgál a cikkben szereplő információk forrásmegjelöléseként.